# الإمبريالية الإيطالية في ظل الفاشية

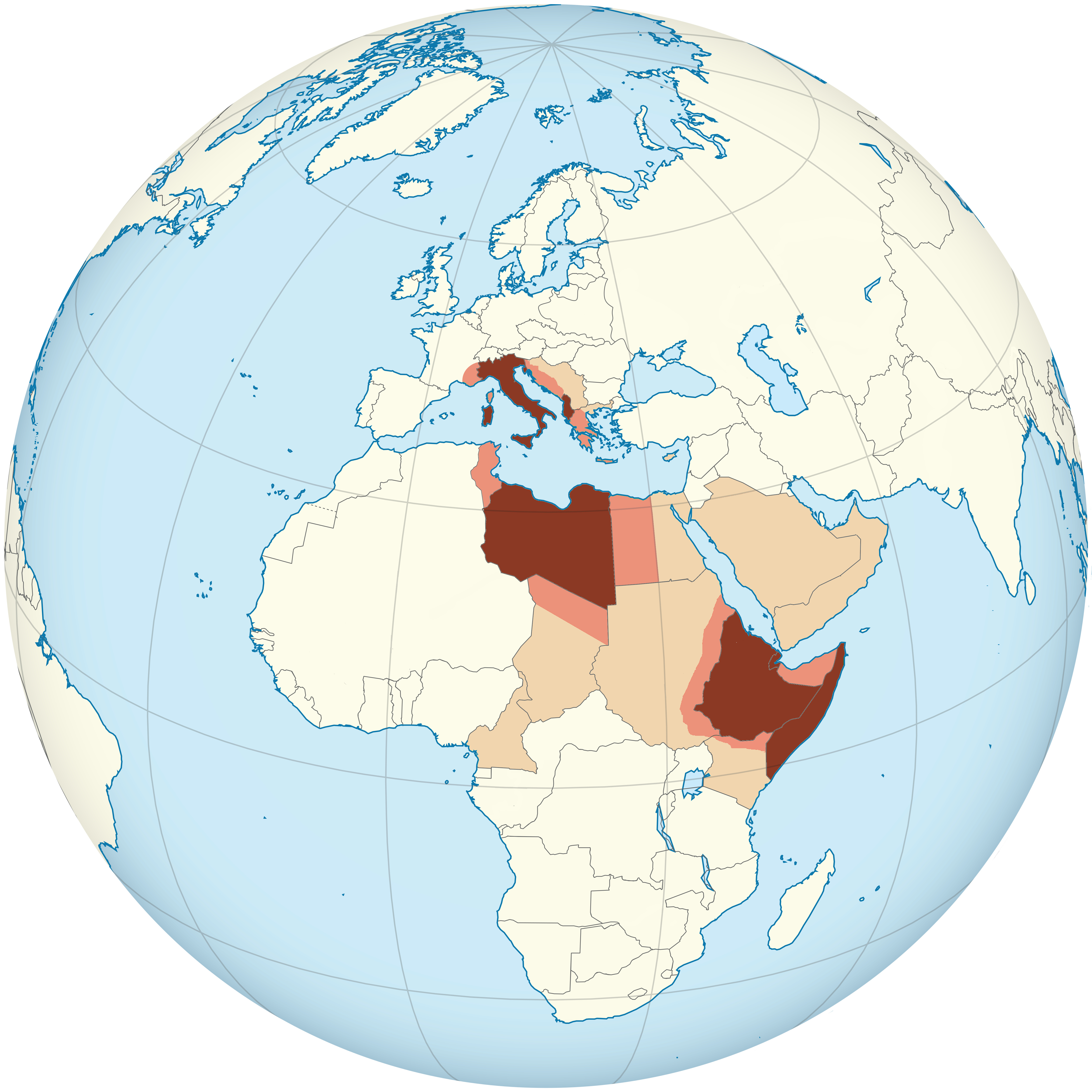
المشروع الفاشي لإنشاء إمبراطورية إيطالية من ليبيا إلى الصومال بعد الانتصار في الحرب العالمية الثانية. باللون الأحمر الفاتح أراضي الإمبراطورية الإيطالية المتوقعة.

لعبت الإمبريالية ووالاستعمار ووالوحدوية دورًا مهمًا في السياسة الخارجية لإيطاليا الفاشية. لقد كان من بين أهداف النظام الاستحواذ على الأراضي التي تعتبر إيطالية تاريخيًا في فرنسا (على سبيل المثال نيس) ويوغوسلافيا (مثل دالماسيا)، وتوسيع مجال نفوذ إيطاليا في البلقان (على سبيل المثال اليونان) واكتساب المزيد من المستعمرات في أفريقيا. حدثت عمليات، تهدئة ليبيا (1923-1932)، وغزو إثيوبيا (1935-1936)، وغزو ألبانيا (1939)، وغزو فرنسا (1940)، وغزو اليونان (1940-1941)، وغزو يوغسلافيا (1941)، جزئيًا من أجل إضافتها إلى الفضاء الوطني لإيطاليا. وفقًا للمؤرخ باتريك بيرنهارد، كانت الإمبريالية الإيطالية الفاشية تحت حكم بينيتو موسوليني، ولا سيما في أفريقيا، نموذجًا للتوسع الألماني النازي الشهير في أوروبا الشرقية.

## التاريخ
بعد تعيينه في منصب حاكم دوديكانيسيا في عام 1936، بدأ الزعيم الفاشي سيزار ماريا دي فيتشي بالترويج داخل الحزب الوطني الفاشي بينيتو موسوليني لفكرة «إيطاليا الإمبراطورية» الجديدة (بالإيطالية: Italia imperiale)‏، مثلها مثل استعادة الإمبراطورية الرومانية، والتي تتجاوز أوروبا وتتضمن شمال أفريقيا (الشاطئ الرابع أو «كوارتا سبوندا» باللغة الإيطالية).
كان حلم دي فيتشي هو إيطاليا الإمبراطورية التي تضمنت ليس فقط جميع الأراضي الأوروبية التي يريدها الوحدويون الإيطاليون (نيس، وسافوا، وتيسينو، ودالماسيا، وكورفو، ومالطا وكورسيكا) والتي تقطنها المجتمعات الإيطالية لعدة قرون، ولكن حتى أراضي شمال أفريقيا (ليبيا وتونس)، حيث أقام المهاجرون الإيطاليون «مستعمرات» في أواخر القرن التاسع عشر.
وبعد عام 1936 وأثناء الحرب العالمية الثانية، تم تضمين جزر دوديكانيسيا اليونانية أيضًا في المشروع (مع الجزر الأيونية في زاكينثوس وإيثاكا وما إلى ذلك) وسرعان ما روّج النظام الفاشي لعملية إضفاء الطابع الإيطالي على هذه الجزر اليونانية.
ضمت إيطاليا المقاطعات الساحلية لمستعمرتها الليبية في عام 1938 وجعلتها مقاطعات وطنية لإيطاليا كان من المقرر أن تكون إيطالية الطابع.
واستعدادًا للحرب مع فرنسا في عام 1940، كان النظام الفاشي ينوي انتزاع كورسيكا ونيس وسافوا ومستعمرات تونس وجيبوتي من فرنسا. لقد أصدر وزير الخارجية الكونت سيانو في 10 يونيو 1940 دعمًا لتقسيم سويسرا بين ألمانيا وإيطاليا، مع ضم إيطاليا لتيسينو، وجريسنس، وفاليز.
تم قبول آراء دي فيتشي جزئيًا من قبل موسوليني في أربعينيات القرن العشرين، عندما دخلت إيطاليا الحرب العالمية الثانية، لكنها وجدت معارضة (وتشكك) ملك إيطاليا، فيكتور إيمانويل الثالث.
في عام 1942، مع الاحتلال الإيطالي لكورسيكا وتونس، كانت أراضي «إيطاليا الإمبراطورية» التي حَلُم بها الفاشي دي فيتشي في أيدي الإيطاليين بالكامل، باستثناء مالطا، لكن المشروع لم ينفذ سياسيًا لأن الحرب كانت ضد قوى المحور.

## الخطوة الأولى: دوديكانيسيا
قام دي فيتشي بالخطوة الأولى نحو إمبراطورية إيطاليا (أو إيطاليا العظمى) عندما قام عام 1936، بصفته الحاكم الإيطالي لجزر دوديكانيسيا، بفرض الاستخدام الرسمي للغة الإيطالية وأنشأ مستعمرة مكونة من 7000 إيطالي في رودس والجزر المحيطة. وفي عام 1940 تم تعيينه في مجلس الفاشية الكبير حيث اقترح لاحقًا، أثناء الاحتلال الإيطالي لليونان، أن تقوم مملكة إيطاليا بضم الجزر الدوديكانية والأيونية، مع جزيرة خيوس، التي كانت تنتمي إلى جمهورية جنوة ذات مرة.

## الخطوة الثانية: الشاطئ الرابع
روج زعيم فاشي آخر، إيتالو بالبو، بنشاط لتنمية المجتمعات الإيطالية في الساحل الليبي، بعد أن تم تهدئة البلاد من حرب العصابات العربية. أطلق بالبو على طرابلس وبرقة الشاطئ الرابع لإيطاليا في إشارة إلى الشواطئ الثلاثة الأخرى (الغربية، والأدرياتيكية، والجنوبية) من شبه الجزيرة الإيطالية.
كان أحد الأهداف الإيطالية الأولية في ليبيا، في الواقع، تخفيف الزيادة السكانية والبطالة في إيطاليا من خلال الهجرة إلى المستعمرة غير المتطورة. ومع إقامة الأمن، شجعت حكومة الملك فيكتور إيمانويل الثالث «الاستعمار الديموغرافي» المنتظم. لقد جلب مشروع بدأه حاكم ليبيا، إيتالو بالبو، أول 20 ألف مستوطن - "Ventimila" - إلى ليبيا في قافلة واحدة في أكتوبر 1938 حيث تبعه المزيد من المستوطنين في عام 1939. وبحلول عام 1940 كان هناك ما يقرب من 110,000 إيطالي في ليبيا، يشكلون حوالي 12 بالمائة من إجمالي السكان.
تصورت الخطط مستعمرة إيطالية تتكون من 500 ألف مستوطن بحلول الستينيات: لذلك، سيكون الإيطاليون ثلثي السكان في الساحل الليبي بحلول ذلك الوقت. تم تخصيص أفضل الأراضي الليبية للمستوطنين ليتم إخضاعها للزراعة المنتجة، بشكل أساسي في بساتين الزيتون. لقد تم توجيه الاستيطان من قبل شركة الدولة، «جمعية الاستعمار الليبية»، التي قامت باستصلاح الأراضي وبناء القرى النموذجية وعرضت تسهيلات الائتمان والائتمان للمستوطنين الذين رعتهم.
في نوفمبر 1942، تم إدراج تونس أيضًا في «الشاطئ الرابع» (مع ما يقرب من 100 ألف تونسي إيطالي)، ولكن بعد بضعة أشهر احتلها الحلفاء.

## الخطوة الثالثة: غرب البلقان
في ربيع عام 1941، هزم موسوليني - بمساعدة الجيش الألماني - اليونان وغزا يوغوسلافيا الساحلية.
قام الجنرال فيتوريو أمبروسيو، قائد الجيش الإيطالي أثناء غزو دالماتيا اليوغوسلافية، بإنشاء خط احتلال عسكري من ليوبليانا إلى شمال الجبل الأسود كان سيتم اعتباره على التوالي الحدود المستقبلية لـ«إيطاليا الإمبراطورية» في شمال غرب البلقان. وضمن الحدود إلى الجنوب تم إدراج محافظة الجبل الأسود الإيطالية وألبانيا الكبرى وإيبيروس.
عزز دي فيتشي إدراج كورفو (مع مجتمع كبير من كورفويون إيطاليون)، والجزر الأيونية جنوب بحر إيجه (التي كانت تسيطر عليها جمهورية البندقية)، من أجل تشكيل «قوس» يمتد نحو دوديكانيسيا، ولسبوس وخيوس (التي كانت تسيطر عليها جمهورية جنوة ذات مرة).

## مشروع لم يتحقق أبدًا
في الأربعينيات من القرن الماضي، تأمّل دي فيتشي «إمبراطورية إيطاليا» تمتد من أوروبا إلى شمال أفريقيا، مصنوعة من «إيطاليا الإمبراطورية» (مع وجود إمبراطورية إيطالية موسعة في شرق أفريقيا، من الشواطئ المصرية على البحر الأبيض المتوسط إلى الصومال).
كان يحلم بتوسيع إيطاليا القوية:
- 1) في أوروبا، من نيس إلى محافظة دالماسيا في دالماتيا وربما ألبانيا الكبرى (انظر الخريطة)، والجزر الأيونية، وإمارة بيندوس في إبيروس (شمال اليونان)، ودوديكانيسيا.
- 2) في شمال أفريقيا الساحلية، من تونس إلى ليبيا (كانت فزان ليبيا تعتبر مستعمرة للإمبراطورية).

في مفاوضات سلام تبعث على الأمل بعد انتصار دول المحور، كان موسوليني قد خطط للاستحواذ على جزيرة كريت الإيطالية الكاملة (التي كان معظمها محتلًا من ألمانيا) والجزر اليونانية الجنوبية المحيطة بها، وربط ممتلكات دوديكانيسيا الإيطالية بالجزر الأيونية الإيطالية بالفعل.
إلى الجنوب من الشاطئ الرابع، حلُم بعض القادة الفاشيين بإمبراطورية إيطالية، ابتداءً من فزان، ستشمل مصر والسودان وتصل إلى شرق أفريقيا الإيطالية.
أنهى انتصار الحلفاء في الحرب العالمية الثانية هذه المشاريع وأنهى جميع الطموحات الفاشية للإمبراطورية.
وأخيرًا، في عام 1947 تخلت الجمهورية الإيطالية رسميًا عن سيادتها على جميع ممتلكاتها الاستعمارية الخارجية نتيجة لمعاهدة السلام مع إيطاليا. لم تنجح مناقشات للحفاظ على طرابلس (مقاطعة تتبت ليبيا الإيطالية) باعتبارها المستعمرة الإيطالية الأخيرة.
في نوفمبر 1949، أصبحت أرض الصومال الإيطالية السابقة، التي كانت آنذاك تحت الإدارة العسكرية البريطانية، إقليمًا تابعًا للأمم المتحدة تحت الإدارة الإيطالية لمدة 10 سنوات. في 1 يوليو 1960، اندمج إقليم الصومال الاستئماني مع أرض الصومال البريطانية لتشكيل جمهورية الصومال المستقلة.